# 落在香杉树的雪花
《落在香杉树的雪花》（英語：Snow Falling on Cedars）是一部1999年上映的美国电影，由斯科特·希克斯执导，改编自戴维·伽特森的同名小说，被提名为2000年奥斯卡最佳摄影奖。

## 角色
- 伊森·霍克飾演Ishmael Chambers
  - 瑞夫·卡尼飾演年輕時的Ishmael Chambers
- 詹姆士·克倫威爾飾演Fielding法官
- 李察·傑金斯飾演Art Moran警長
- 詹姆斯·瑞布霍恩飾演Alvin Hooks
- 山姆·謝普飾演Arthur Chambers
- 麥斯·馮·西度飾演Nels Gudmundsson
- 工藤夕貴飾演宮本初枝
  - 鈴木杏飾演年輕時的宮本初枝
- 瑞克·尹飾演宮本天道
  - 井上精司飾演年輕時的宮本天道
- 賽莉亞·威斯頓飾演Etta Heine
- 田川洋行飾演宮本善七